# Mytiščinskij rajon
Il Mytiščinskij rajon (in russo Мытищинский район?) era un rajon dell'Oblast' di Mosca, nella Russia europea; il capoluogo era Mytišči. Istituito nel 1929, ricopriva una superficie di 440 chilometri quadrati e nel 2010 ospitava una popolazione di circa 192.000 abitanti.